# Alan J. Heeger
Alan Jay Heeger (født 22. januar 1936) er en amerikansk fysiker og forsker, der modtog nobelprisen i kemi i 2000 sammen med Alan G. MacDiarmid og Hideki Shirakawa "for deres opdagelse og udikling af ledende polymerer;" de udgav deres resultater om den strømførende polymer polyacetylen i 1977.